# NHL Awards 2002
Die NHL Awards 2002 sind Eishockey-Ehrungen und wurden im Juni 2002 in Toronto vergeben.
Die großen Gewinner der NHL Awards der Saison 2001/02 waren der Torhüter der Montréal Canadiens José Théodore und Jarome Iginla, Flügelstürmer der Calgary Flames. Theodore wurde als MVP und als bester Torhüter der Saison ausgezeichnet, zudem bekam er noch den Preis für die beste Fangquote. Iginla wurde von den Spielern der NHL zum besten Spieler des Jahres gewählt und durfte die Trophäen als bester Scorer und Torschütze entgegennehmen. Nicklas Lidström von den Detroit Red Wings wurde zum zweiten Mal in Folge als bester Verteidiger geehrt, nachdem er bereits zum MVP der Playoffs gewählt wurde. Ron Francis von den Carolina Hurricanes wurde ebenfalls zweifach geehrt. Er erhielt die Trophäe für faires Verhalten in Kombination mit herausragender Leistung und den Preis für seine Führungsqualitäten und sein soziales Engagement. Torhüter-Legende Patrick Roy erhielt zum fünften Mal in seiner Karriere die Ehrung für die wenigsten Gegentore.

## Preisträger
Hart Memorial Trophy
Wird verliehen an den wertvollsten Spieler (MVP) der Saison durch die Professional Hockey Writers' Association
- José Théodore (G) – Montréal Canadiens

- Außerdem nominiert
- Jarome Iginla (RF) – Calgary Flames
- Patrick Roy (G) – Colorado Avalanche

Lester B. Pearson Award
Wird verliehen an den herausragenden Spieler der Saison durch die Spielergewerkschaft NHLPA
- Jarome Iginla (RF) – Calgary Flames

Vezina Trophy
Wird an den herausragenden Torhüter der Saison durch die Generalmanager der Teams verliehen
- José Théodore – Montréal Canadiens

- Außerdem nominiert
- Sean Burke – Phoenix Coyotes
- Patrick Roy – Colorado Avalanche

James Norris Memorial Trophy
Wird durch die Professional Hockey Writers' Association an den Verteidiger verliehen, der in der Saison auf dieser Position die größten Allround-Fähigkeiten zeigte
- Nicklas Lidström – Detroit Red Wings

- Außerdem nominiert
- Rob Blake – Colorado Avalanche
- Chris Chelios – Detroit Red Wings

Frank J. Selke Trophy
Wird an den Angreifer mit den besten Defensivqualitäten durch die Professional Hockey Writers' Association verliehen
- Michael Peca – New York Islanders

- Außerdem nominiert
- Craig Conroy – Calgary Flames
- Jere Lehtinen – Dallas Stars

Calder Memorial Trophy
Wird durch die Professional Hockey Writers' Association an den Spieler verliehen, der in seinem ersten Jahr als der Fähigste gilt
- Dany Heatley (LF) – Atlanta Thrashers

- Außerdem nominiert
- Kristian Huselius (RF) – Florida Panthers
- Ilja Kowaltschuk (LF) – Atlanta Thrashers

Lady Byng Memorial Trophy
Wird durch die  Professional Hockey Writers' Association an den Spieler verliehen, der durch einen hohen sportlichen Standard und faires Verhalten herausragte
- Ron Francis (C) – Carolina Hurricanes

- Außerdem nominiert
- Nicklas Lidström (V) – Detroit Red Wings
- Joe Sakic (C) – Colorado Avalanche

Jack Adams Award
Wird durch die NHL Broadcasters' Association an den Trainer verliehen, der am meisten zum Erfolg seines Teams beitrug
- Bob Francis – Phoenix Coyotes

- Außerdem nominiert
- Robbie Ftorek – Boston Bruins
- Brian Sutter – Chicago Blackhawks

King Clancy Memorial Trophy
Wird an den Spieler vergeben, der durch Führungsqualitäten, sowohl auf als auch abseits des Eises und durch soziales Engagement herausragte
- Ron Francis – Carolina Hurricanes

Bill Masterton Memorial Trophy
Wird durch die Professional Hockey Writers' Association an den Spieler verliehen, der Ausdauer, Hingabe und Fairness in und um das Eishockey zeigte
- Saku Koivu – Montréal Canadiens

Conn Smythe Trophy
Wird an den wertvollsten Spieler (MVP) der Play Offs verliehen
- Nicklas Lidström (V) – Detroit Red Wings

Art Ross Trophy
Wird an den besten Scorer der Saison verliehen
- Jarome Iginla – Calgary Flames 96 Punkte (52 Tore, 44 Vorlagen)

Maurice Richard Trophy
Wird an den besten Torschützen der Liga vergeben
- Jarome Iginla – Calgary Flames 52 Tore

William M. Jennings Trophy
Wird an den/die Torhüter mit mindestens 25 Einsätzen verliehen, dessen/deren Team die wenigsten Gegentore in der Saison kassiert hat
- Patrick Roy – Colorado Avalanche 122 Gegentore in 63 Spielen (Gegentordurchschnitt: 1.94)

Roger Crozier Saving Grace Award
Wird an den Torhüter mit mindestens 25 Einsätzen verliehen, der die beste Fangquote während der Saison hat
- José Théodore – Montréal Canadiens Fangquote: 93,1 %

NHL Plus/Minus Award
Wird an den Spieler verliehen, der während der Saison die beste Plus/Minus-Statistik hat
- Chris Chelios – Detroit Red Wings +40